# Steve Birnbaum
Steven Mitchell "Steve" Birnbaum, född 23 januari 1991 i Newport i Kalifornien, är en amerikansk fotbollsspelare som spelar för DC United.

## Landslagskarriär
Birnbaum debuterade för USA:s landslag den 28 januari 2015 i en 3–2-förlust mot Chile.